# Bodo van Vendôme
Bodo van Vendôme, ook bekend als Bodo van Nevers, (overleden in 1023) was van 1017 tot aan zijn dood graaf van Vendôme. Hij behoorde tot het huis Nevers.

## Levensloop
Bodo was de oudste zoon van graaf Landerik van Nevers en diens echtgenote Mathilde, dochter van graaf Otto Willem van Bourgondië.
Bodo volgde de kinderloos overleden Reinoud van Vendôme in 1017 op als graaf van Vendôme omdat hij de echtgenoot was van Adelheid van Anjou, de dochter van Elisabeth van Vendôme , Reinouds zus.
Hij huwde met Adelheid van Anjou (overleden tussen 1033 en 1035), dochter van graaf Fulco III van Anjou en diens eerste echtgenote Elisabeth van Vendôme. Na het overlijden van Adelheids oom Reinoud erfde Bodo in 1017 het graafschap Vendôme. Hij bleef dit besturen tot aan zijn dood in 1023.

## Nakomelingen
Uit het huwelijk van Bodo en Adelheid zijn twee zonen bekend:
- Burchard II (overleden in 1028), graaf van Vendôme
- Fulco (overleden in 1066), graaf van Vendôme